# Ополе-Главный
Ополе-Главный (пол. Opole Główne) — пассажирская и грузовая железнодорожная станция в городе Ополе, в Опольском воеводстве Польши. Имеет 5 платформ и 9 путей. Относится по классификации к категории А, т.е. обслуживает более 2 миллионов пассажиров ежегодно.
Станция расположена на международной железнодорожной линии Киев — Краков — Ополе — Вроцлав — Дрезден. Была построена в 1845 году, когда город Ополе (нем. Oppeln, Оппельн) был в составе Королевства Пруссия. Нынешнее здание вокзала построено в 1899 году.
Капитальный ремонт станции начался в декабре 2013 года. После слома здания столовой на площади перед вокзалом запланировали новую стоянку и бульвар, в середине четыре новых лифта.